# المعهد السعودي بعنيزة
المعهد السعودي بعنيزة، أحد أهم المعاهد العلمية المنشأة في منطقة القصيم في عهد الملك عبدالعزيز.

## نبذة عن المعهد
افتتح المعهد عام 1368هـ، وسمي بــ ( المعهد السعودي بعنيزة)، وجاء إنشاؤه بسبب الحاجة إليه في منطقة نجد بعد ازدياد عدد خريجي المرحلة الابتدائية بما يكفي لفتح مثل هذا المعهد، وكان اختيار عنيزة مكانًا للمعهد نتيجة أن خريجي المرحلة الابتدائية فيها كانوا الأكثر عددًا مقارنة بمدن منطقة نجد الأخرى.
وكان ممن تولى أمور التدريس والإدارة في المعهد الأستاذ صالح بن صالح مدير أول مدرسة ابتدائية في عنيزة، وهي المدرسة العزيزية التي افتتحت عام 1356هـ، مما يعني أن المعهد أنشئ بعد مرور 12 عام على إنشاء أول مدرسة ابتدائية في عنيزة، وهي مدة كافية لتخريج عدد من طلاب المرحلة الابتدائية الراغبين في مواصلة دراستهم بالمعهد.
وكان يصرف لطلاب المعهد مكافأة مالية، كما أنشئ في المعهد قسم داخلي يقدم ما يلزم للطلاب الوافدين من المأكل والمشرب.
ومما يدل على جودة الوجود الثقافي والعلمي للمعهد أنه عندما أنشأت مديرية المعارف العامة مدارس للمعلمين في الرياض وبريدة وعنيزة ؛ لتقوية أساتذة المرحلة الابتدائية في بعض العلوم، أوكلت المديرية لمعهد عنيزة إخراج نتائج امتحان جميع المدارس.
" وقد بقي هذا المعهد هو المدرسة الثانوية الوحيدة في نجد فترة من الوقت، وقد أشار إلى ذلك خير الدين الزركلي في كتابه: شبه الجزيرة في عهد الملك عبد العزيز، حيث أورد إحصائية عن المدارس الثانوية في المملكة عام 1369هـ/ 1950م، فذكر أنها تنحصر في المدن التالية:
```
في مكة 3 مدارس ثانوية، في جدة واحدة، في عنيزة واحدة، وهي الوحيدة في منطقة نجد"
[
4
]
```

## منسوبي المعهد

### المدراء
- الشيخ عبد المهيمن أبو السمح.
- الشيخ ناصر بن راشد الشملان.
- الشيخ يوسف بن عبد العزيز الشبل.
- الأستاذ صالح بن صالح ( تولى إدارة المعهد بالوكالة).

### المدرسون
- الشيخ عبد الرزاق عفيفي.
- الشيخ حمد بن محمد البسام.
- الشيخ محمد بن عبد العزيز المطوع.
- الشيخ سليمان بن محمد الشبل.
- الدكتور محمد خليل هراس.
- الدكتور محمد كامل مراد.
- الدكتور عبد الباقي سلامة.
- الأستاذ صالح بن صالح.
- الأستاذ محمد الدناصوري.
- الأستاذ محمد قنديل.
- الأستاذ إبراهيم عيسى.
- الأستاذ محمود السقا.
- الأستاذ محفوظ إسماعيل.

## المواد التي تدرس في المعهد
- التوحيد.
- التفسير.
- الفقه.
- الحديث ومصطلحه.
- أصول التفسير.
- الفرائض.
- العلوم العربية ( الإنشاء، الأدب، القواعد، المطالعة، البلاغة).
- التاريخ.
- الجغرافيا.
- العلوم.
- الحساب.[3]

## مصير المعهد
توقف المعهد عن أداء رسالته في حدود عام 1372هـ/1373هـ؛ بسبب أن مديرية المعارف أرادت فتح إحدى الفصول المتقدمة في المعهد، فلم تجد عددًا كافيًا من الطلاب لفتحه حسب النظام المتبع في ذلك الوقت، إذ سافر بعض هؤلاء الطلبة إلى مكة المكرمة لاستكمال دراستهم، وبعضهم الآخر دعت الحاجة إليه لأن يقوم بالتدريس في المرحلة الابتدائية، فقررت المديرية توقف المعهد، وفي عام 1376هـ افتتحت مديرية المعارف المدرسة الثانوية في عنيزة، كما افتتحت في عام 1373هـ المعهد العلمي في عنيزة التابع لإدارة المعاهد العلمية الدينية، وقد ساهم كلاً من المدرسة والمعهد الجديد في سد الفجوة التي حدثت بسبب توقف نشاط المعهد السابق.

## وصلات خارجية
- عنيزة رائدة علم وثقافة.. مرة أخرى.